# Songun

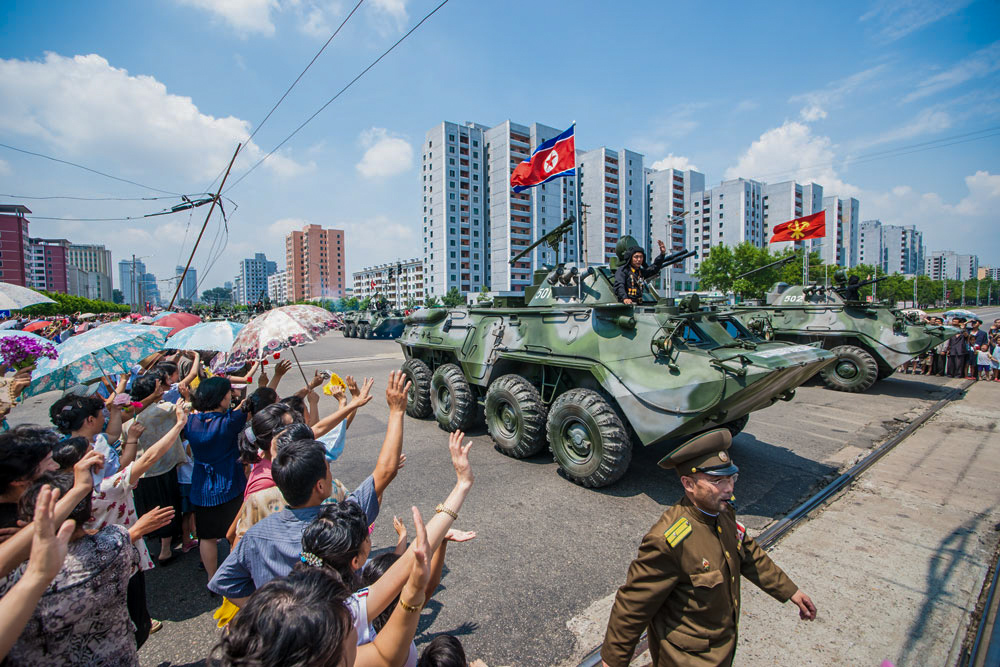
Sfilata di blindati nella "Giornata della Vittoria" nordcoreana

Il Songun (선군?, 先軍?, Sŏn'gunLR) è un principio politico della Corea del Nord, equivalente al concetto espresso dal detto inglese "Military First" ovvero "Prima l'Esercito", che pone l'Armata Popolare Coreana al vertice degli affari di Stato e in priorità per l'allocazione delle risorse nazionali. "Prima l'Esercito" è il principio che guida la vita economica e politica del Paese dalla metà degli anni novanta,  Assieme al Juche, il Songun è l'ideologia principale del Partito del Lavoro di Corea e, di conseguenza, della Corea del Nord. È alla base delle politiche militari del Paese sin dalla metà degli anni novanta, ovvero dall'inizio del governo di Kim Jong-il.
Il Songun eleva l'Armata Popolare di Corea a una funzione chiave nel governo e nella società nordcoreana e lo rende l'entità politica di maggior rilievo all'interno dello Stato. Tale ideologia influenza fortemente non solo la politica interna ma anche le relazioni estere della Corea del Nord.

## Storia
Il principio del Songun appare ufficialmente nella politica nordcoreana dopo la morte di Kim Il-sung nel 1994. L'anno successivo la politica del Military First viene introdotta, a seguito della prima visita di Kim Jong-il a un'unità militare prevista per quell'anno, come "l'idea rivoluzionaria di dare grande importanza all'esercito" e come "una politica che enfatizza l'unità perfetta, l'unità di un solo cuore, del partito, dell'esercito e del popolo e il ruolo dell'esercito come avanguardia". Questo principio diventerà la guida della vita politica della Corea del Nord andandosi a complementare con l'ideologia nazionale della juche introdotta da Kim Il-sung.
Nel 1997, su un articolo del Rodong Sinmun, il giornale ufficiale del Partito del Lavoro di Corea, appare il seguente stralcio: "Mai prima lo status e il ruolo dell'Esercito Popolare sono stati così straordinariamente rilevanti come adesso che esso è energicamente guidato dal Rispettato e Amato Camerata il Comandante Supremo [Kim Jong-il]." A questo punto, l'esercito viene considerato "complementare al popolo, allo stato e al partito".  Il 5 settembre 1998, Kim Jong-il annunciò il Songun Fu annunciata da Kim Jong-il il 5 settembre 1998 durante la prima sessione della X Assemblea popolare suprema, e nello stesso anno l'ideologia cominciò ad essere descritta come "l'idea rivoluzionaria del Military First" e la "politica del Military First" e anche insieme a slogan come ""la leadership della rivoluzione basata sul Military First" dimostrando così la sua centralità nella politica nordcoreana.
Il 1 gennaio 1999, Kim Jong-il ripresentò il Songun davanti al comitato centrale del PLC con il discorso Rendiamo questo anno come quello in cui verrà fatto un importante progresso nella costruzione di un grande, prospero e potente Paese. Il Songun accrebbe la sua importanza al gennaio del 1999, apparendo sul bollettino di capodanno pubblicato da tutti i maggiori media nordcoreani. Il giornale sosteneva che il Songun era stata un'idea di Kim Jong-il e che esso era "[un'ideologia] in cui l'Esercito Popolare è la componente principale della rivoluzione e in cui l'unità dell'esercito e del popolo aiuta alla salvaguardia nazionale e alla creazione del socialismo". Nelle pubblicazioni straniere al riguardo, la traduzione "Prima l'Esercito" è stata via via sostituita con il termine originario Songun, fino a scomparire del tutto verso il 2006. Nel dicembre 2003, venne pubblicato l'articolo "Attributi essenziali di una politica Military-First", che vedeva nel Songun una nuova forza motrice per la rivoluzione nella Corea del Nord. All'esercito spettava il ruolo di guida della società che generalmente, nei paesi comunisti, è riservato al proletariato o ai contadini. Secondo l'ideologia nordcoreana invece "solo l'esercito risponde ai criteri di lealtà, spirito rivoluzionario, coesione e esprit de corps". A gennaio 2004, nel bollettino di capodanno, "Songun" è stata la parola più usata ed è stata adoperata per riferirsi in toto alla politica nordcoreana e alla Corea stessa.
Il Songun è visto dal governo nordcoreano come un modo per arrivare a riunificare la penisola. Nel Rodong Simnun si legge che "La politica del Songun è la garanzia che assicurerà la riunificazione della Patria." La Corea del Nord legittima il Songun come l'unica salvaguardia della pace nella regione e come metodo di difesa nazionale, sostenendo che è l'unica cosa che impedisce agli Stati Uniti di attaccarla. Il Songun è divenuto così il principio guida della politica interna ed estera del paese, prendendo posto, insieme alla juche nei principi guida del regime.

## Caratteristiche

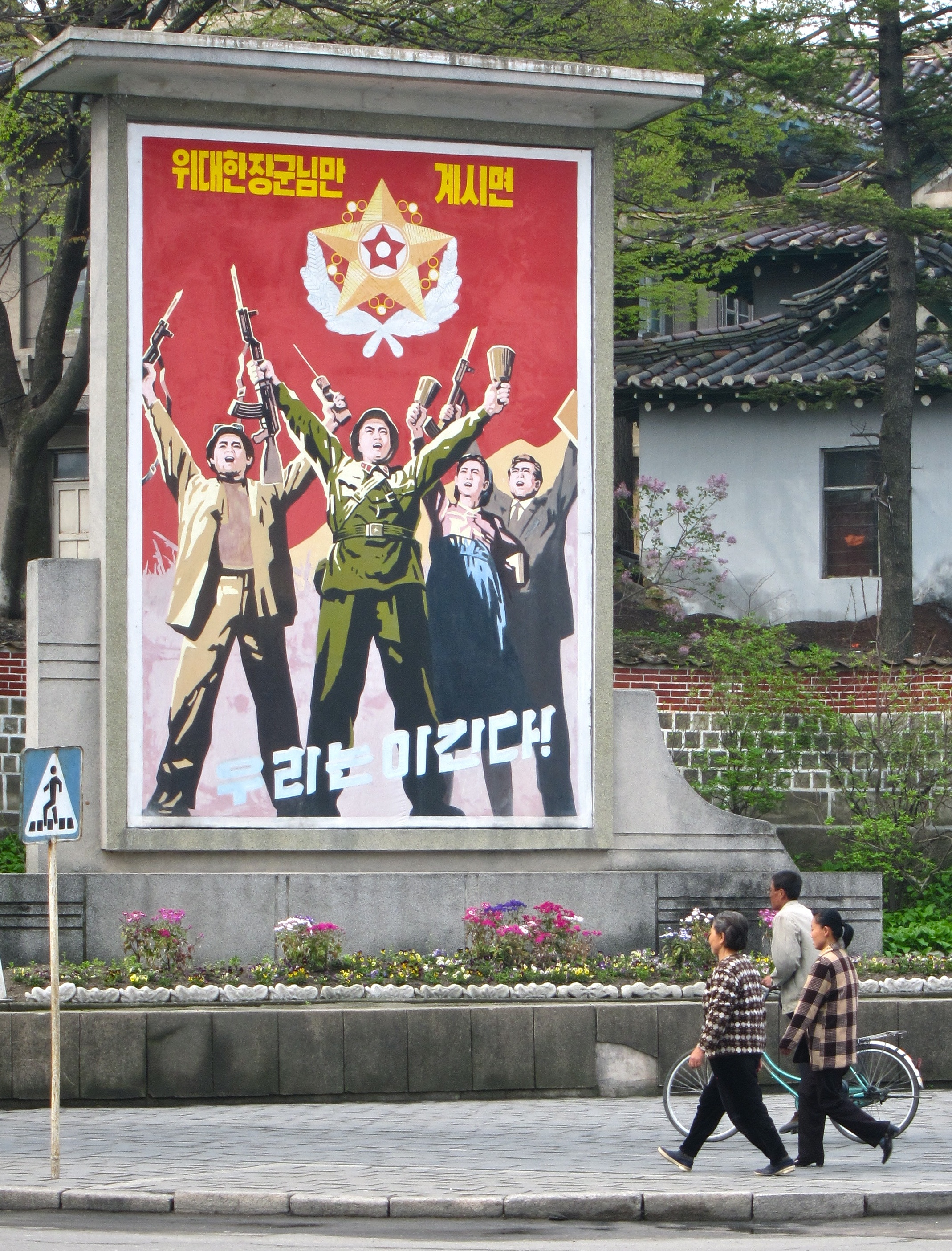
Poster di propaganda dedicato al Comando supremo dell'armata popolare.

Il professor K. P. Chon, uno dei principali ideologi del Songun, ha spiegato in un'intervista al ricercatore coreano Han Park i tre principi alla base dell'ideologia:
1. Tre funzioni dei militari: i militari devono "vivere e morire con il comandante supremo fino alla fine" avendo quindi una devozione assoluta ed incondizionata verso il leader; i soldati raggiungeranno gli obiettivi a loro assegnati ad ogni costo; la qualità più ammirevole di un soldato risiede nello spirito di sacrificio per il bene superiore, e nulla è più importante dello stare a fianco al leader per difendere la nazione.[13]
2. Tre obiettivi per l'educazione e l'addestramento: seguire l'organizzazione, poiché ogni singolo è insignificante e ritenuto morto quando è disorganizzato e nel sistema collettivo nordcoreano l'individuo esiste solo per il gruppo; la disciplina deve essere al centro del comportamento e delle azioni, perché solo tramite la disciplina possono essere vinte le "marce ardue";[14] l'unità e la solidarietà non devono essere mai compromesse.[13]
3. Quattro virtù dell'Armata popolare: patriottismo verso lo Stato, amore per la nazione, cura per il popolo, devozione al comandante supremo.[13]

### Armata popolare
Secondo il Songun, una rivoluzione inizia e viene completata attraverso la forza delle armi, ovvero il mezzo più potente a disposizione delle masse per contrastare (o annichilire) il nemico imperialista e difendere la rivoluzione. Kim Jong-il considerava quindi l'Armata Popolare Coreana come "il gruppo più rivoluzionario, militante e potente" della società nordcoreana.
Le politiche del Songun, oltre a dare priorità alle questioni militari, pongono l'Armata Popolare Coreana come il "contrafforte" e la forza principale della rivoluzione nordcoreana. Tale concezione si discosta dalla teoria marxista che pone la classe lavoratrice come la locomotiva della rivoluzione proletaria: Kim Jong-il riteneva infatti che le idee di Karl Marx non erano abbastanza sufficienti per descrivere la società del XXI secolo ed in particolare quella nordcoreana modellata sotto i dettami del Juche.
L'importanza data alle forze armate non implica il fatto che le autorità militari possano prendere il controllo del Paese, poiché il compito di governare spetta sempre al Partito del Lavoro di Corea mentre i soldati sono subordinati ad esso e servono la causa del partito.
Lo scopo del Songun non è soltanto quello di difendere il socialismo nordcoreano, ma anche di trasformare il Paese in uno Stato potente e rilevante a livello internazionale nonché rafforzare il governo e l'ideologia. Il personale militare infatti deve contribuire attivamente nello sviluppo economico tramite il proprio "spirito combattivo" e la rigida disciplina, partecipando ad esempio alla costruzione o ristrutturazione di infrastrutture e impianti industriali oppure lavorando all'interno di fabbriche e fattorie.

### Ruolo delle forze armate nella società
L'apparato militare non è più soltanto l'organo che difende la Corea del Nord dai possibili attacchi stranieri ma è anche quello che legittima tutte le altre istituzioni e il governo stesso, poiché l'armata costituisce la forza trainante della rivoluzione ed affronta tutte le questioni riguardanti la costruzione del socialismo nella RPDC secondo i dettami del Juche. Tutti gli obiettivi politici sono affidati dall'esercito alle altre organizzazioni statali, e i militari guidano e valutano l'attuazione delle direttive. I soldati devono essere in grado anche di affrontare ogni progetto complicato e su vasta scala al massimo della velocità e della qualità.
Per i Coreani del Nord, l'esercito è un'autorità concreta che risponde direttamente e con efficacia alle necessità della popolazione, offrendo servizi, beni, sicurezza ma soprattutto cibo, quasi sempre disponibile per i soldati grazie al differente sistema di distribuzione a loro riservato. Nella società dipinta dal Songun, i cittadini dovrebbero fidarsi dell'esercito in quanto disponibile ad aiutare le persone nella vita quotidiana con le conoscenze specifiche e le ampie risorse messe a disposizione, rendendo infine il popolo completamente dipendente dall'esercito e quindi subordinato ad esso.
I soldati sono tenuti ad avere la miglior preparazione ideologica e di diffondere gli ideali del regime tra la popolazione, rendendola in grado di portare avanti la rivoluzione con la stessa efficacia dei militari. All'esercito viene quindi affidato il compito di plasmare la società secondo i dettami Juche e Songun in maniera più capillare e diretta.

### Uomo ideale e spirito rivoluzionario del soldato

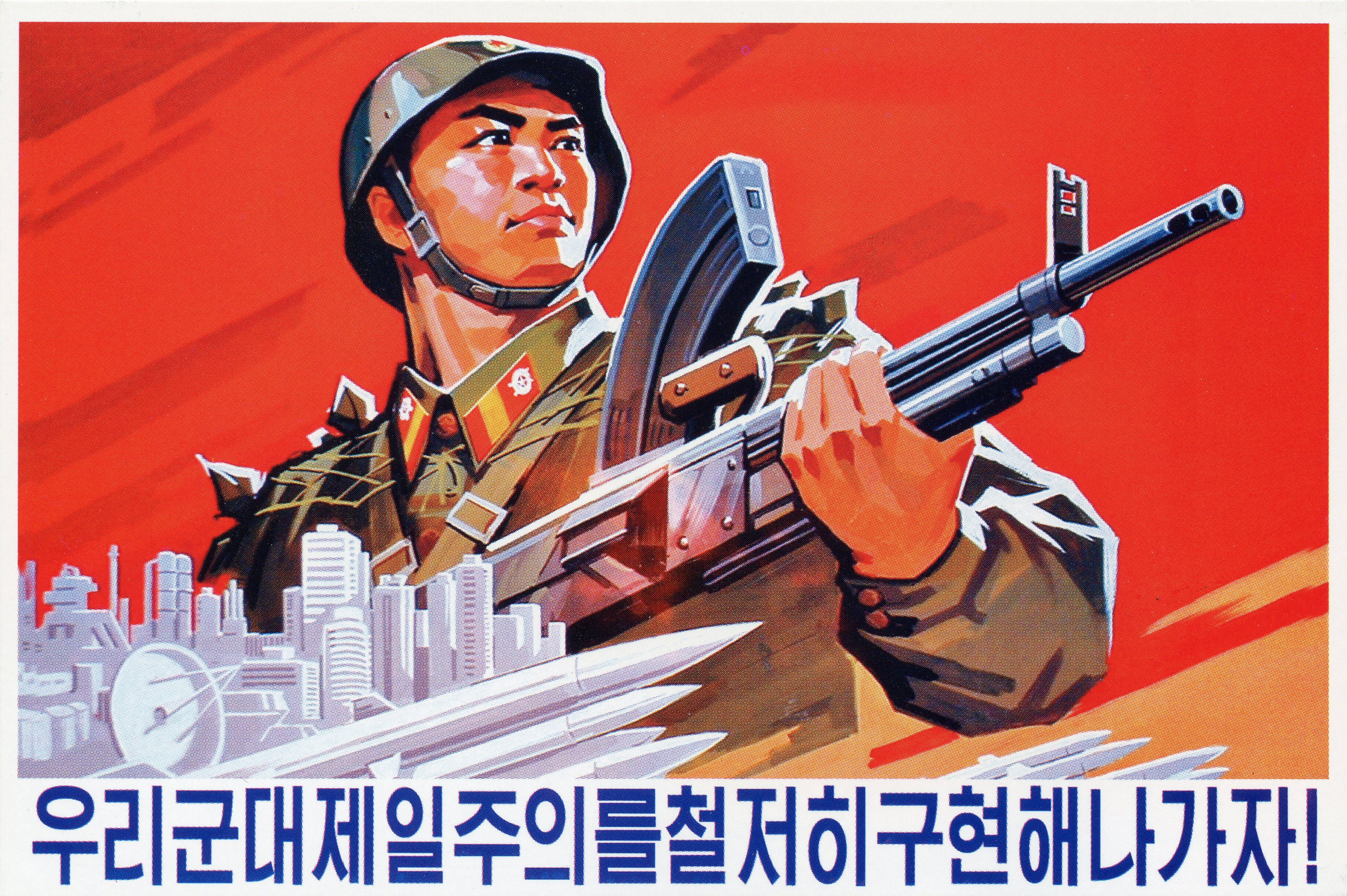
Cartolina nordcoreana.

La filosofia del Songun prevede la completa realizzazione dell'uomo attraverso lo sviluppo del corpo, della mente e dello spirito: l'educazione nei settori civili e militari prevede quindi l'insegnamento delle arti marziali (corpo), delle arti e delle scienze (mente), e l'instillazione di un devoto senso di missione per la vita (spirito). La figura del soldato rappresenta inoltre la miglior rappresentazione delle tre componenti dell'esistenza umana nonché un esempio da seguire per il coraggio e la fedeltà alla nazione.
Il soldato ideale possiede inoltre uno "spirito rivoluzionario" caratterizzato principalmente dal rischiare la propria vita per il leader e per lo Stato, dal concludere una missione a qualunque costo e da un eroico spirito di sacrificio. Secondo Kim Jong-il, lo spirito rivoluzionario del soldato rappresenta l'arma ideologica e morale più importante, di conseguenza la classe lavoratrice deve possederlo per essere in grado di svolgere il proprio dovere nella rivoluzione socialista.

## Motivazioni
Il Songun è derivato dall'alta considerazione che il maoismo aveva dell'esercito. La Corea del Nord si rifà così a concetti sviluppatisi nella Cina comunista degli anni sessanta come l'unità del popolo e dell'esercito e a slogan come "il potere politico nasce dalla canna del fucile". Anche l'affidamento sul nucleare, utilizzato dalla Corea del Nord per appoggiare la sua politica aggressiva, è una reminiscenza delle strategie maoiste.
Il passaggio della Corea del Nord al Songun come ideologia dominante negli anni novanta potrebbe essere dovuto al fatto che, con il crollo dell'Unione Sovietica, alleato di lunga data, il paese si sia trovato ad affrontare una serie di gravi crisi e che il governo abbia visto il Songun come una mossa politica per aumentare la forza e il prestigio internazionale dello Stato. Infatti, dopo la dissoluzione dell'URSS e la morte di Kim Il-sung, la perdita di uno dei maggiori partner commerciali portò a una profonda crisi economica e ad una grave carestia, aggravate da una serie di disastri naturali, che potrebbero aver spinto all'adozione di questa ideologia.
Un'altra ragione della creazione del Songun potrebbe essere la politica interna della Corea del Nord. Quando, alla morte del padre, Kim Jong-il prese il potere, egli faceva parte dell'esercito, come vice comandante in capo generale. Il Songun sarebbe dunque servito a garantire la lealtà dell'esercito nei confronti del nuovo leader e, dandogli una posizione di primo piano in rispetto alle altre forze politiche, a rafforzare ulteriormente il potere di Kim Jong-il. A supportare questa tesi c'è l'abolizione di diversi organi politici che potevano ostacolare l'esercito come il Comitato Centrale o la presidenza, affidata in eterno al defunto padre.

## Conseguenze

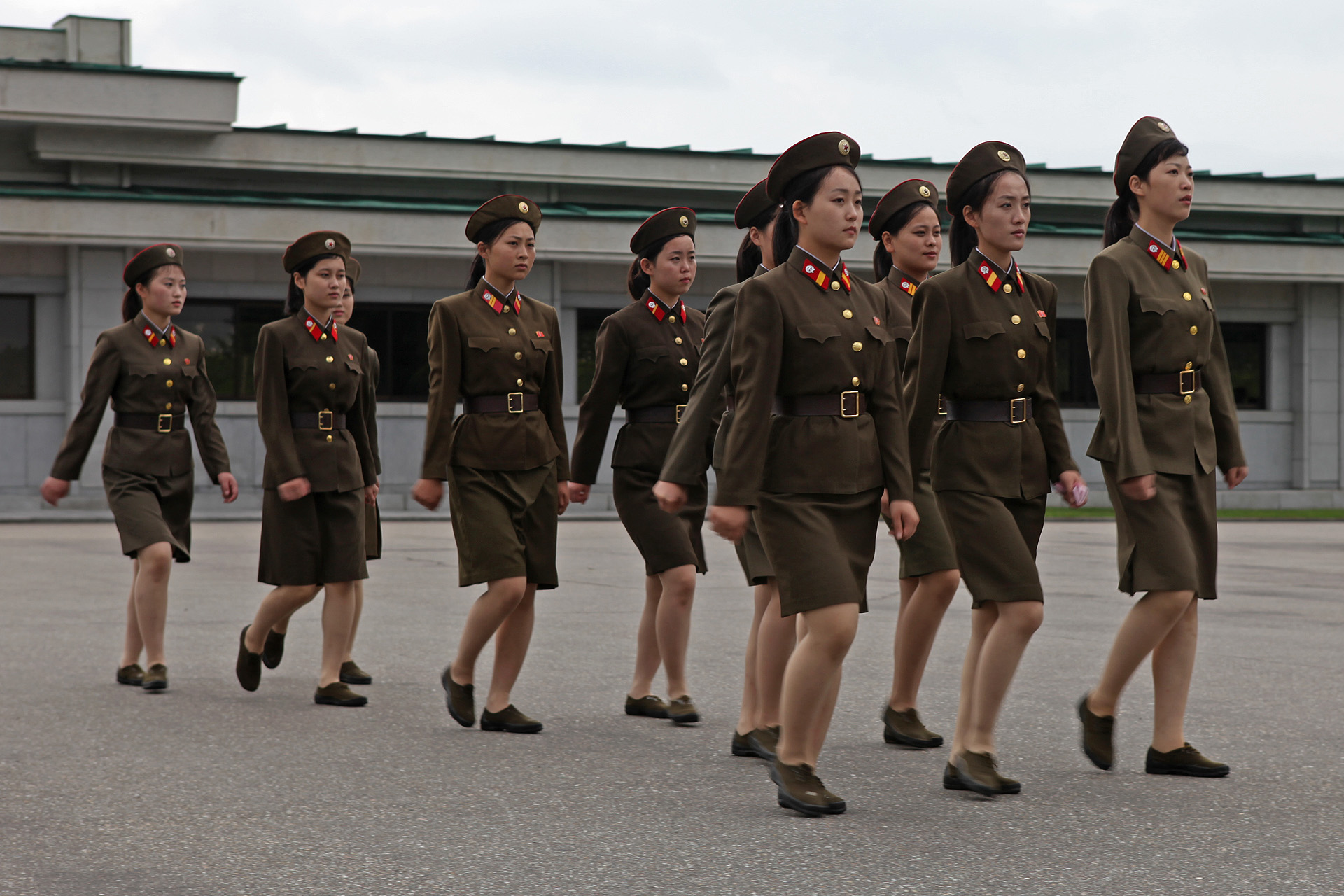
Soldatesse nordcoreane

In Corea del Nord è presente la leva militare obbligatoria di 10 anni ed in ogni famiglia vi è almeno un membro che ha preso parte all'esercito. Inoltre, la leva ha portato ad una omogenizzazione culturale nella società nordcoreana e non è presente un marcato gap generazionale.

### Implicazioni politiche
La presa del potere dell'esercito in Corea del Nord preoccupa il vicino meridionale e ha fatto vacillare la Sunshine policy, una politica di apertura condotta dalla Corea del Sud dal 1998 fino al 2007. La Corea del Nord considera il Songun come un mezzo per garantire stabilità e facilitare la riunificazione, mentre il governo sudcoreano è fortemente ostile a tale ideologia, fino al punto da dichiarare fuori legge i siti web che supportassero le tesi militariste nordcoreane.
Inoltre con il Songun, il governo nordcoreano ha dato il via alla costruzione di armi nucleari. Ovviamente, tale mossa è stata vista con estrema preoccupazione dagli Stati Uniti, che si oppongono all'uso delle armi nucleari da parte dell'ostile Corea del Nord. Finché la Corea del Nord continuerà a seguire il Songun, è difficile che rinunci al proprio programma nucleare, giacché questo indebolirebbe la posizione dell'esercito nella società nordcoreana. C'è il timore che più a lungo la Corea del Nord manterrà in vigore questa politica, meno gli altri paesi riusciranno a convincerla ad abbandonare il suo programma nucleare e che i tentativi degli Stati Uniti di persuaderla alla denuclearizzazione possano essere visti come una minaccia per l'esercito e dunque rigettati.

### Implicazioni economiche
Il Songun nasce anche come risposta alla crisi che la RPDC ha passato negli anni novanta e come modo per raggiungere l'obiettivo del governo di far divenire la Corea del Nord una "nazione potente e prospera". Inoltre l'ideologia è nata dal desiderio di riprendersi dalle gravissime difficoltà economiche e dalla carestia che avevano afflitto il paese negli anni novanta. Sergej Kurbanov, capo dell'Istituto di Studi Coreani dell'Università di San Pietroburgo, ha reso noto in un'intervista del suo Daily NK come la classe dei nuovi ricchi della Corea del Nord appoggi il Songun vedendo in esso un modo per difendere le proprie ricchezze.